# Heceta Island

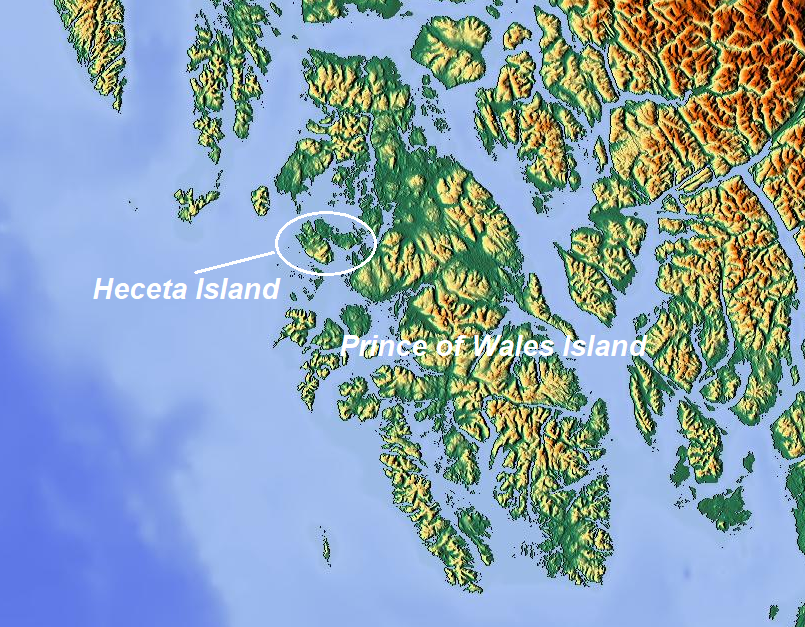
Heceta Island is omcirkeld

Heceta Island (uitgesproken als HECK–ah–Ta) is een eiland in de Alexanderarchipel in de Alaska Panhandle in het zuidoosten van Alaska in de Verenigde Staten.

## Geografie
Het eiland heeft een oppervlakte van 181 vierkante kilometer en een maximale hoogte van 847 meter boven zeeniveau. Het ligt net voor de westkust van het Prins van Waleseiland. Naar het noordwesten ligt Warren Island, naar het noorden Kosciusko Island, ten noordoosten Tuxekan Island, direct ten zuiden liggen de Maurelle Islands en verder naar het zuiden liggen Noyes Island, Lulu Island en San Fernando Island. Ten westen van het eiland ligt de Iphigenia Bay (van de Golf van Alaska), ten noorden de Davidson Inlet, ten noordoosten de Sea Otter Sound, ten oosten de Karheen Passage en de Tonowek Narrows, ten zuidoosten Tonowek Bay, verder naar het zuiden de Golf van Esquibel en ten zuidwesten de Bocas De Finas.

## Geschiedenis
Het eiland kreeg zijn naam van William Healey Dall in 1879, ter ere van de Spaanse zeevaarder Bruno de Heceta.